# Venaco
 Venaco  là một xã ở tỉnh Haute-Corsetrên đảo Corse, Pháp. Xã này có diện tích 53,72 km², dân số năm 1999 là 666 người. Venaco toạ lạc bên sông Vecchio với núi Retondo cao 2.622 mét (8.602 ft) nằm ở phía tây và núi Cardo cao 2.543 mét (8.343 ft) nằm ở phía bắc. Venaco có hồ Bellebone.